# Zygia steyermarkii
Zygia steyermarkii là một loài rau đậu thuộc họ Fabaceae.
Loài này chỉ có ở Ecuador.